# Cantone di Mana
Il cantone di Mana è una divisione amministrativa dell'arrondissement di Saint-Laurent-du-Maroni, nel dipartimento d'oltremare della Guyana.
È formato dai comuni di Mana e di Awala-Yalimapo.